# Сюмейе Озджан
Сюмейе Йозджан (на турски: Sümeyye Özcan; род. 15 януари 1992 г. в Малатия) е турска параолимпийска лекоатлетка и голболистка (клас В1), шампионка от Параолимпийските игри през 2016 г. по голбол с националния отбор на Турция.

## Ранни години
Сюмейе е родена на 15 януари 1992 г. в Малатия. Тя е сляпа по рождение, като по-голямата си сестра. Във връзка с това, че слепите деца няма къде да учат в Малатия, Сюмейе със семейството си се премества през 2001 г., в Кахраманмараш, където завършва училището за слепи „Ертугрул Гази“.

## Спортна кариера
Йозджан се занимава с голбол от 2004 г. и с лека атлетика от 2009 г. Излиза на дистанциите от 800 и 1500 m, както и в тласкане на гюле. Член е на женския отбор на Турция по голбол и параолимпийския националния отбор по лека атлетика. Участва в европейските първенства през 2009 и 2010 г., дебютирайки през 2007 г., както и на световните първенства през 2011 и 2013 г.

### Лека атлетика
На световното първенство през 2011 г. в Крайстчърч, Нова Зеландия, Сюмейе влиза във финала на състезанието по тласкане на гюле (клас F12), но се класира на последно място, изпълнявайки само два опита. През 2012 г. на Параолимпийските игри в Лондон тя се състезава на разстояние 1500 m (клас T11) и поставя личен рекорд от 5:10.68, завършвайки седма. През 2013 г. на световното първенство в Лион тя участва на разстояние 1500 m (клас T12).

### Голбол
Йозджан играе в отбора „Кахраманмараш“ в турското първенство. Представлява националния отбор на Турция на турнирите InterCup в шведския град Малмьо през 2014 г. (3-то място) и 2015 г. (2-ро място), като през 2015 г. е голмайстор на турнира с 23 гола.
През 2015 г. Йозджан печели европейската титла в дивизия A в Каунас и се класира с националния отбор на Турция на Параолимпиадата в Рио де Жанейро. Там тя играе за отбора във финала и става параолимпийска шампионка.

## Постижения

### Лични
- Голмайстор на турнира InterCup през 2015 г. (23 гола)[10]

### Отборни
- Параолимпийска шампионка с Турция (Рио де Жанейро 2016 г.)[12]
- Шампионка на Европа с Турция (Каунас 2015 г.)[7]
- Носителка на сребърен медал от турнира InterCup през 2015 г.[9]
- Носител на бронзов медал от турнира InterCup през 2014 г.[13]